# Ivan Tcherepnin
Ivan Tcherepnin (* 5. Februar 1943 in Paris; † 11. April 1998 in Boston, Massachusetts) war ein US-amerikanischer Komponist.

## Leben
Tcherepnin, der Enkel des russischen Komponisten Nikolai Tscherepnin, Sohn des Komponisten und Pianisten Alexander Tscherepnin und der chinesischen Pianistin und Musikpädagogin Ming Tcherepnin (Lee Hsien-Ming) und Bruder des Komponisten Serge Tcherepnin hatte seit frühester Kindheit Unterricht bei seinen Eltern.
Als Tcherepnin sieben Jahre alt war, übernahmen seine Eltern Lehraufträge an der DePaul University, und er kam mit seinen Geschwistern Peter und Serge nach Chicago. Er studierte bis 1969 bei Leon Kirchner an der Harvard University; daneben nahm er in Europa Unterricht bei Pierre Boulez, Henri Pousseur und Karlheinz Stockhausen. 
Er unterrichtete am San Francisco Conservatory of Music und der Stanford University und wurde 1972 Direktor des Studios für elektronische Musik der Harvard University. Diese Position hatte er bis zu seinem Tod inne. 
1978 entstand mit Le Va et le Vient Tcherepnins erstes Orchesterwerk. In den späten 1970er Jahren arbeitete er mit Klangcollagen und minimalistischen Musikstrukturen. Aus der Beschäftigung mit asiatischen Musiktraditionen entstand 1978 die Santur Opera, die 1981 von Peter Sellars beim Paris Festival d’Automne aufgeführt wurde und 1982 den Großen Preis beim Arts Electronica Festival in Linz erhielt. 
1980 entstand Flores Musicales, ein Werk für elektronisch verfremdete Oboe, Violine und Psalterium. In den 1980er Jahren reiste er als Dirigent und Lehrer durch Europa, Asien und die USA und war Composer in Residence u. a. bei der Dartington Summer School in England, dem Santa Fe Chamber Music Festival und dem Korsholm Music Festival in Finnland. Für das American Wind Symphony Orchestra schrieb er eine Reihe von Auftragswerken. 
1991 wurde sein Oratorium And So It Came To Pass zum hundertsten Jahrestag der Oratorio Music Society in der Carnegie Hall uraufgeführt. Sein erfolgreichstes Werk wurde das Double Concerto für Violine, Cello und Orchester. Das Auftragswerk des Greater Boston Youth Symphony Orchestra, geschrieben für seine ehemaligen Schüler Lynn Chang und Yo-Yo Ma, lehnt sich an das Genre des romantischen Instrumentalkonzertes an und wurde mit dem International Grawemeyer Award der University of Louisville ausgezeichnet.

## Werke
- Suite Progressive Pentatonique für Flöte, Cello und Pauken, 1959
- Four Pieces from Before für Klavier, 1959–62
- Monkey Bear Suite für Flöte und zwei Schlagzeuger, 1960
- Deux Entourages pour un Théme Russe für Ondes Martenot (oder Horn), Klavier und Schlagzeug, 1961
- Mozartean Suite für Flöte, Klarinette und Fagott, 1961
- Deux Entourages pour un Théme Russe für Ondes Martenot, Klavier und Schlagzeug, 1961
- Reciprocals für Flöte, Klarinette und Fagott, 1962
- Cadenzas in Transition für Flöte, Klarinette und Klavier, 1963
- Sombres Lumières für Flöte, Cello und Gitarre, 1964
- Beginnings für Klavier, 1964
- Work Musik für Horn, Klarinette, Cello und elektrische Gitarre, 1965
- Wheelwinds für neun Blasinstrumente, 1966
- Grand Fire Music für Tonband, 1966
- Rings für Streichquartett und Ringmodulatoren, 1967
- AC-DC (Alternating Currents) für acht Schlagzeuger und Tonband, 1967
- Two Reminiscences für Klavier, 1968
- Reverberations für Tonband, 1968
- Filmmusik zu Post Office von Derek Lamb, 1969
- Light Music With Water für vier Instrumentalgruppen und klanggesteuertes Licht, 1970
- Summer Music für Bläsersextett, 1970
- One, Two, Three for KQED für Tonband, 1970
- Twelve Variations on "Happy Birthday" für Klavier, 1970–79
- Les Adieux für Tenor, Alt, 14 Instrumente, Tonband, Elektronik und Licht, 1971
- Three Pieces for Two Pianos, 1971
- Watergate Suite für Tonband, 1972
- Globose Floccose für Streichquartett, Bläserquintett und Elektronik, 1973
- Clouds für Tonband, 1973
- Filmmusik zu Peelings von Len Gittleman, 1974
- Fêtes (Variations on Happy Birthday) für Klavier, 1975
- Set, Hold, Clear and Squelch für Oboe und Elektronik, 1976
- Filmmusik zu USA Film von Eric Martin, 1976
- Santur Opera für Santur und Elektronik mit Projektionen, 1977
- Valse Perpetuelle "The 45 r.p.m." für Klavier, 1977
- Le Va et le Vient für Orchester, 1978
- Canzona for Tilman für kleinen Chor, 1978
- Common Ground (Flute Fancy) für Flöte und Tonband, Musik zu einem ilm von Janet Mendelsohn, 1978
- Filmmusik zu Common Ground (Flute Fancy) von Janet Mendelsohn, 1978
- Filmmusik zu Sky Piece von Alfred Guzzetti, 1978
- Five Songs für Kontraalt, Altflöte und Elektronik, 1979
- Two Pieces for Piano: 1. Tango (1979); 2. Rounds (1968–79) Summer Nights (1980)
- Oboe Concerto für Oboe und Bläserorchester, 1981
- Prelude and March für Flöte und Harfe, 1981
- Noël, Noël! für gemischten Chor, 1982
- Star für gemischten Chor und Harfe, 1982
- Just a Dream für Mezzosopran und Klavier, 1982
- The New Consonance für Streichorchester, 1983
- Solstice für Kammerorchester, 1983
- Cantilenas/Hybrids für Violine und Elektronik, 1983
- Explorations für Flöte, Klarinette, Violine, Viola, Cellom Klavier und Elektronik, 1984
- Explorations für Flöte, Klarinette, Violine, Viola, Cello, Klavier und Elektronik, 1984
- Trio Fantasia für Violine, Cello und Klavier, 1985
- Flores Musicales für Oboe, Violine und Elektronik, 1980
- Rhythmantics für Synthesizer, 1985
- New Rhythmantics für Streichquartett, Synthesizer  und Delays, 1985
- Bachamatics für Tonband, 1985
- Statue für sinfonisches Blasorchester, 1986
- Constitution für sinfonisches Blasorchester, 1987
- Butterfly Dream für gemischten Chor, 1987
- New Rhythmantics IV für Trompete, Streichquartett, Synthesizer und Delays, 1987
- Encore, Encore für Violine, Cello und Klavier, 1988
- Concerto for Two Continents für Kurzweil Synthesizer und Bläsersinfonieorchester, 1989
- The Creative Act für vier Performer mit Elektronik, 1989
- Farewell to John für gemischten Chor, 1990
- And So It Came To Pass für Sopran, Tenor, Chor und Orchester, 1991
- Duo Fantasia "A Rose Is A Rose Is" für Violine und Cello, 1991
- Music for Otto Hall for Three Trumpets and Four Horns, 1991
- For Christmas für drei Rekorder, 1992
- Pictures at an Exhibition I: "Untitled" by Jasper Johns für Sampler, 1992
- Carillona für Bläsersinfonieorchester, 1993
- Conversation Between Moon and Venus As Overheard by an Earthling für Bläsersinfonieorchester, Harfe und Schlagzeug, 1994
- For David Hughes für Klavier, 1994
- A Musical Thought for a Thoughtful Musician für Klavier, 1994
- Six Fanfares for Herald Trumpets, 1994
- Santur Opera II: the Sequel für Santur, Live-Analog- und Digitalelektronik und Diaprojektoren, 1994
- Pensamiento for Flute and Piano, 1995
- Double Concerto for Violin, Violoncello and Orchestra, 1995
- Pictures at an Exhibition II: "Sin Fronteras" by Ivonne Abaki für Video und Elektronik, 1995
- Song My Mother Taught Me für Sterichoktett, 1996
- There Was No Wind für Streichquartett und Sopran, 1996
- Triple Concertino for English Horn, Trombone and Eb-Contrabass Clarinet and Wind Symphony, 1997